# Вест Лејк Стивенс (Вашингтон)
Вест Лејк Стивенс (енгл. West Lake Stevens) град је у америчкој савезној држави Вашингтон.

## Демографија
По попису из 2000. године број становника је 18.071.
| Група             | 2000.          | 2010.    |
| Белци             | 16.053 (88,8%) | 0 (0,0%) |
| Афроамериканци    | 187 (1,0%)     | 0 (0,0%) |
| Азијати           | 354 (2,0%)     | 0 (0,0%) |
| Хиспаноамериканци | 794 (4,4%)     | 0 (0,0%) |
| Укупно            | 18.071         | 0        |